# Gerda Winklbauerová
Gerda Winklbauerová (* 20. listopadu 1955, Stockerau, Rakousko) je bývalá reprezentantka Rakouska v judu.

## Sportovní kariéra
Patřila k průkopnicím ženského sportovní juda. V reprezentaci jí vedl Ernst Raser. Sportu se věnovala během studií medicíny. Promovala v roce 1981. Po skončení sportovní kariéry v roce 1987 pracovala jako nutriční specialistka.

## Výsledky
| Turnaj             | 1975       | 1976       | 1977       | 1978       | 1979       | 1980       | 1981       | 1982       | 1983       | 1984       | 1985       | 1986       | 1987       |            |            |
| Turnaj             | 20         | 21         | 22         | 23         | 24         | 25         | 26         | 27         | 28         | 29         | 30         | 31         | 32         |            |            |
| Turnaj             | lehká váha | lehká váha | lehká váha | lehká váha | lehká váha | lehká váha | lehká váha | lehká váha | lehká váha | lehká váha | lehká váha | lehká váha | lehká váha | lehká váha | lehká váha |
| ------------------ | ---------- | ---------- | ---------- | ---------- | ---------- | ---------- | ---------- | ---------- | ---------- | ---------- | ---------- | ---------- | ---------- | ---------- | ---------- |
| Mistrovství světa  |            |            |            |            |            | 1.         |            | 5.         |            | 3.         |            | úč.        | úč.        |            |            |
| Mistrovství Evropy | 3.         | 2.         | úč.        | 1.         | 1.         | 1.         | 1.         | 3.         | 1.         | 2.         | 2.         | 5.         | ?          |            |            |